# Else Methi
Else Methi (Lom, 17 mei 1935 - Calgary, 21 december 2006) was een schaatsster uit Noorwegen. Ze schaatste bij schaatsclub "Oslo IL" en werd lid van de Noorse nationale selectie. Ze won de bronzen medaille tijdens de Noorse kampioenschappen schaatsen in 1958. Naast schaatsen deed ze ook aan skiën en bergtochten maken. Ze trouwede met een Indier in India die ze in Engeland had ontmoet. Ze emigreerded naar Montreal in Canada en verhuisden later naar Calgary, waar ze in 2006 overleed.

## Resultaten

### Noorse kampioenschappen
| Jaar | Resultaten | Resultaten                             |
| ---- | ---------- | -------------------------------------- |
| 1958 | Allround   | 5e 500 m 4e 1000 m 3e 1500 m 2e 3000 m |

## Persoonlijke records
| Afstand    | Tijd   | Datum           | Baan       |
| ---------- | ------ | --------------- | ---------- |
| 500 meter  | 58,2   | 25 januari 1958 | Sandefjord |
| 1000 meter | 2.01,8 | 25 januari 1958 | Sandefjord |
| 1500 meter | 3.05,8 | 25 januari 1958 | Sandefjord |
| 3000 meter | 6.39,5 | 25 januari 1958 | Sandefjord |